# Megalodes
Megalodes là một chi bướm đêm thuộc họ Noctuidae.

## Các loài
- Megalodes eximia
- Megalodes prolixa
- Megalodes tengistana